# 漢斯-彼得·克里戈爾
漢斯-彼得·克里戈爾（德語：Hans-Peter Kriegel，1948年10月1日—）是一名德國計算機科學家，慕尼黑大學教授，領導計算機科學系資料庫系統小組。克里戈爾在多特蒙德工業大學獲得學士學位和卡爾斯魯爾理工學院獲得博士學位後，他曾在符茲堡大學和布萊梅大學擔任教授。

## 研究工作
克里戈爾最重要的貢獻是資料庫索引結構R*樹、X樹和IQ樹，聚類分析演算法DBSCAN、OPTICS和SUBCLU以及異常檢測方法區域性異常因子（LOF）。
他的研究重點是相關聚類、高維度資料索引和分析、空間資料探勘和空間資料管理以及多媒體資料庫。
他的研究小組開發了一個名為ELKI的軟體框架，用於平行研究索引結構、資料探勘演算法及其交互，例如基於資料庫索引的最佳化資料探勘演算法。

## 榮譽
2009年，計算機協會任命克里戈爾為「會士」，這是該協會的最高榮譽之一。他因其在「知識發現和資料探勘、相似性搜尋、空間資料管理和高維資料存取方法」方面的貢獻而受到表彰。
他因在DBSCAN、OPTICS、LOF等資料探勘演算法方面的研究以及在高維度資料探勘方面的工作而獲得2013年電氣和電子工程師學會ICDM研究貢獻獎。
他也因在聚類、離群點檢測和高維度資料分析等資料探勘領域的貢獻，特別是基於密度的方法，榮獲2015年ACM SIGKDD創新獎 ，DBSCAN也獲得2014年ACM SIGKDD時間考驗獎。
截至2005年，他是德國資料庫和資料探勘領域被引用最多的研究人員。

## 外部連結
- Former Database Systems Group of Hans-Peter Kriegel （页面存档备份，存于）
- Publications in the Digital Bibliography & Library Project
- Publications （页面存档备份，存于） in the ACM Digital Library
- Publications （页面存档备份，存于） in Google Scholar